# Франко-марокканская война

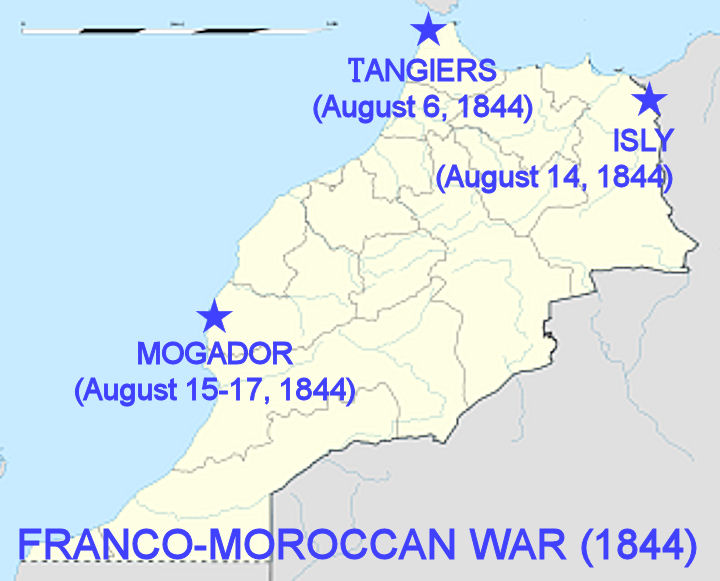
Основные сражения

Франко-марокканская война или Первая франко-марокканская война, также Экспедиция в Марокко (фр. L‘Expédition du Maroc) — военный конфликт с 30 мая по 10 сентября 1844 года между Францией и Марокко, вызванный прямой военной поддержкой марокканского населения восстания Абд аль-Кадира в Алжире, который завоевывала Франция.

## Начало конфликта
Бедственное положение эмира Абд аль-Кадира, при появлении его в марокканских владениях, вызвало к нему деятельное участие со стороны местного населения. Фанатическое население страны встретило эмира с живейшим сочувствием и местные племена провозгласили священную войну против христиан, чему марокканский правитель Абдер-Раман, видимо, не хотел мешать.
Война началась 30 мая внезапным нападением марокканских ополчений на отряд генерала Ламорисьера, находившийся на границе Марокко в Лелла-Мария. Нападение это удалось отразить и неприятель удалился к Ушде. Через несколько дней прибыл сюда и губернатор Алжира маршал Бюжо и после бесплодных переговоров с марокканским правительством занял город Ушду. В течение июня и июля не происходило ничего важного. К началу августа силы французского корпуса возросли. Здесь было сосредоточено 8500 человек пехоты, 1800 кавалеристов и 16 орудий. Против них выступила марокканская армия в составе 10 тысяч пехоты, 20 тысяч кавалерии и 11 орудий под командованием сына правителя Мулей-Магомета, расположившаяся в нескольких лагерях на правом берегу реки Исли в 8 км от Ушды. Не без основания предполагая, что имея превосходство в силах, Мулей-Магомет не станет уклоняться от боя, Бюжо решил его атаковать.

## Сражение при Исли
Решившись на внезапную атаку, Бюжо произвел свой знаменитый ночной марш всем отрядом в строе одного большого ромбического каре. Батальоном направления служил головной батальон одного из углов каре. Половина батальонов следовала за головным уступами вправо и влево от него, другая половина двигалась также уступами, но только в обратном порядке, уступами не наружу, а внутрь. Батальоны шли ежеминутно готовые перестроиться в батальонные каре. Обоз, лазарет и порционный скот двигались внутри каре; кавалерия в 2-х колоннах также внутри каре, по обеим сторонам обоза; артиллерия по 4 фасам каре против интервалов между батальонами. Этот походный порядок был в то же время и боевым.
Утром 14 августа французская армия вышла к неприятельскому лагерю. Марокканская кавалерия предприняла ряд ожесточенных атак, но французы без труда отражали их картечным и ружейным огнём, продолжая наступление к лагерю. Когда маршал увидел, что противник достаточно расстроил уже свои силы, он выдвинул кавалерию, которая, поддерживаемая пехотой, произвела решительную атаку и захватил лагерь противника со всеми запасами и артиллерией. Французы продолжали теснить противника, который к полудню был окончательно разбит и обратился в бегство по дороге на Фес. Дальнейшее его преследование французскими войсками, уже истомленными при сильной жаре, оказалось невозможным. Потери французов были ничтожны, всего 27 убитых и 36 раненых. За эту победу маршал Бюжо был возведен в герцогское достоинство.

## Танжерский мирный договор
Ещё за несколько дней до этого боя, в Танжере были начаты переговоры, а Бюжо послал к марокканским берегам флот, под командою герцога Жуанвиля (3 линейных корабля, 1 фрегат, 2 брига, 6 пароходов и несколько мелких судов) с 2 тысячным десантным отрядом. Нежелание Абдер-Рамана вступать в переговоры заставило французов начать 6 августа бомбардировку Танжера. С расстояния в 850 метров от берега со всех парусных судов был открыт огонь, и несмотря на то, что 120 орудий марокканских береговых батарей отвечали французам, через несколько часов укрепления Танжера были превращены в груду развалин.
На следующий день после сражения при Исли французским флотом был обстрелян и разрушен город Могадор (15-17 августа) — важнейший приморский пункт Марокко, через который велись все торговые и дипломатические отношения. При этом французы сделали высадку и заняли укрепленный остров, прикрывавший доступ в гавань. Вслед за этим был захвачен и сам город, но французы сразу оставили его, разрушив укрепления.
После всех этих тяжелых поражений Абдер-Раман поспешил начать переговоры и 10 сентября заключил с французами Танжерский мирный договор, по которому обязался распустить войска, собиравшиеся на границах с Алжиром, строго наказать зачинщиков восстания, отказаться от всякого содействия противникам Франции и изгнать из пределов страны Абд аль-Кадира, либо заключить его в одном из городов западного побережья Марокко. Французы, со своей стороны, после выполнения условий обязались очистить остров Могадор и город Ушду. Определение обоюдных границ должно было стать предметом особой конвенции, после проведения надлежащего обследования на месте. После заключения мира в Танжере, упавший духом Абд аль-Кадир с семействами своих приверженцев и 700 человек пехоты и кавалерии ушёл в пустыни Сахары.